# 梁从诫
梁从诫（1932年8月4日—2010年10月28日），北平人，中国环保人士，曾任环保组织自然之友会长、中国文化书院副院长、全国政协常务委员，被稱为“中国民间环保第一人”。他是建筑学家梁思成与林徽因之子，思想家及戊戌變法領袖梁啟超之孫。
他的名字“从诫”源自中国古代建筑家李诫之名。

## 生平
1949年梁从诫17岁时，他曾背着当时是国旗国徽评选委员会顾问之一的父亲梁思成提交了一个新中国国旗设计方案，并在2992份方案中脱颖而出，入选了38份候选方案之一。
1950年，梁从诫曾想与父母一样成为一名建筑师，但因两分之差未考取父亲当系主任的清华大学建筑系，考入历史系。因1952年中国高等院校院系调整，历史系划归北京大学。毕业后前往云南大学历史系任教，直至1962年。文化大革命期间，下放江西五七干校劳动。1980年代时，作为中国大百科全书出版社编辑，参与创办了《百科知识》月刊。在此期间，他开始关注环境问题。从1989年开始，他担任全国政协委员及常委，并任政协人口、资源、环境委员会委员。1993年，中国历史上第一次民间绿色讨论会玲珑园会议召开。随后，他与杨东平、梁晓燕、王力雄共同创办了环保NGO——自然之友并任会长。该组织也是中国最早在民政部门注册的民间环保组织之一。1998年，兼任中国文物学会副会长。2002年，担任“北京奥组委环境顾问”，2005年获“绿色中国年度人物”奖。2010年10月28日下午，因肺部疾病在北京去世。

## 自然之友
在梁从诫的领导下，自然之友开始关注各种环保问题，包括对滇金丝猴、可可西里藏羚羊等濒危动物的保护，以及怒江水坝建设、圆明园湖底铺衬等社会问题。1998年，时任美国总统克林顿访华时，梁从诫与其他几位民间环保人士一同受邀與克林顿见面。同年，时任英国首相布莱尔访华之际，他曾给布莱尔写信请求他制止英国的藏羚羊非法交易，布莱尔当天回信表示支持，并于第二天与他会面。
由于健康原因，梁从诫晚年不再直接指导自然之友的工作，他希望自然之友也能够因此減少對他的依賴，走上真正的自力更生道路。

## 评价
梁从诫因其对中国环保运动的贡献受到了很多好评。当他放弃史学研究创立自然之友时，学界泰斗季羡林曾说他“宁愿丢一个历史学家，也要多一个‘自然之友’”。2008年，《南方周末》在选择其作为改革开放30年间1994年度代表人物时，称其为“中国非政府组织的精神源头”。
梁从诫的某些言论也遭到了一些争议。如他反对在怒江上建坝，就曾引起过争论。他的“敬畏自然”观念也遇到了诸如中国科学院院士何祚庥等的反对。1999年，电视剧《人间四月天》放映后，梁从诫对于剧中着力渲染的徐、林的恋爱之事提出异议，认为是对“历史事实和文化精神的双重歪曲”，并说《人间四月天》一诗是母亲写给当时还未出生的自己的。此说引发了文化界的一些置疑。
梁从诫曾自言："我們三代人都是失敗者"。

## 家庭
祖父梁启超是中国近代思想家、戊戌变法领袖。父母梁思成和林徽因则是都是中国建筑史上的一代名家。不过他自己则认为他没感受到这种光环，反而因祖父梁启超的缘故在“文革”中被批斗为“中国最大的保皇派的孙子”而感到受辱。不过，他也不讳言要通过自己的家世背景来推动中国环保事业的发展。
中国现代哲学泰斗金岳霖由于与梁思成、林徽因夫妇间有着特殊缘分，他晚年一直都和梁从诫一家住在一起，梁从诫则称其为“金爸”，情同父子。
第一任妻子周如枚，岳父周培源。梁从诫与周如枚从小相识，1955年结婚，育有一子，名梁鉴（后改名周志兵，中国文物学会常务理事）。文革初梁从诫被下放到农场，周如枚迅速与梁家划清界限，和梁从诫离婚带走孩子并给孩子改姓，与麻醉学家谢荣再婚，1968年生女谢兰（原新泽西州蒙哥马利市市长）。周如枚1980年去世。。
第二任妻子方晶为梁从诫在燕京附属中学上学时的同学及初恋，因梁从诫转学初恋戛然而止。70年代时，处境艰难的梁从诫与成为中学老师的方晶重逢，两人再婚。他们育有一女，名梁帆。纽约市立大学攻读哲学博士，毕业后中国社会科学院担任特聘专家。。

## 荣誉
- 1999年，获中国环境新闻工作者协会和香港地球之友颁发的“地球奖”。
- 1999年，获国家林业局颁发“大熊猫奖”。
- 2000年，获麦格塞塞奖（公共服务）。
- 2003年，获第二届“母亲河奖”。[8]
- 2003年，中央电视台评为“年度十大法治人物”。[8]
- 2004年，评为《南方人物周刊》“影响中国公共知识分子50人”。
- 2004年，在《时代》网上投票中，被选为二十名网民心目中的亚洲英雄。[18]
- 2005年，获“绿色中国年度人物”奖。[7]
- 2006年，获国际中国环境基金会授予的杰出成就奖。[1]
- 2008年，人民网评选其为“改革开放三十周年十大环保贡献人物”。[8]
- 2008年，《南方周末》将其评为“中国改革开放30周年年度人物”（代表1994年）。[8]
- 2010年，《中国新闻周刊》评为“十年影响力之环保人物”。[19]

## 著作
- 《林徽因文集》（1994年，百花文艺出版社）
- 《图像中国建筑史——汉英双语版》（译作，英文版原作为梁思成著、费慰梅编，2001年，百花文艺出版社）
- 《不重合的圈》（2003年，百花文艺出版社）
- 《薪火四代》（2003年，百花文艺出版社）
- 《2005年：中国的环境危局与突围》（2006年，社会科学文献出版社）
- 《狄德罗的〈百科全书〉》（2007年，花城出版社）